# カラフル Days/おとなネバーランド
「カラフル Days/おとなネバーランド」はYU-SEI vivit AZAZELの2枚目のシングル。2015年8月25日にvivit Recordsから発売された。

## 概要
- オリコンデイリーチャート3位（2015年8月24日付）、オリコン週間チャート21位（2015年9月7日付）。
- 初回限定版の「アザゼルバージョン（VIVI-10005）」、「マジジバージョン（VIVI-10006）」、「カるるバージョン（VIVI-10007）」と、通常版「Aバージョン（VIVI-10008）」、「Bバージョン（VIVI-10009）」、「Cバージョン（VIVI-10010）」の計6種類の異なるジャケットバージョンがある。
- 初回限定版のみに全20種類のブロマイドが封入されている。

## 収録曲
＜初回限定版＞
1. カラフル Days[4:04] 
作詞：vivit AZAZEL / 作曲：S.A.C. / 編曲：S.A.C.
2. おとなネバーランド[4:22]
作詞：vivit AZAZEL / 作曲：S.A.C. / 編曲：S.A.C.
3. マジマジカル　オルゴールVer.[3:30]
作曲：S.A.C. / 編曲：S.A.C.

＜通常版＞
1. カラフル Days[4:04] 
作詞：vivit AZAZEL / 作曲：S.A.C. / 編曲：S.A.C.
2. おとなネバーランド[4:22]
作詞：vivit AZAZEL / 作曲：S.A.C. / 編曲：S.A.C.
3. カラフル Days カラオケVer.[4:04]
4. おとなネバーランド カラオケVer.[4:22]